# Pingtan

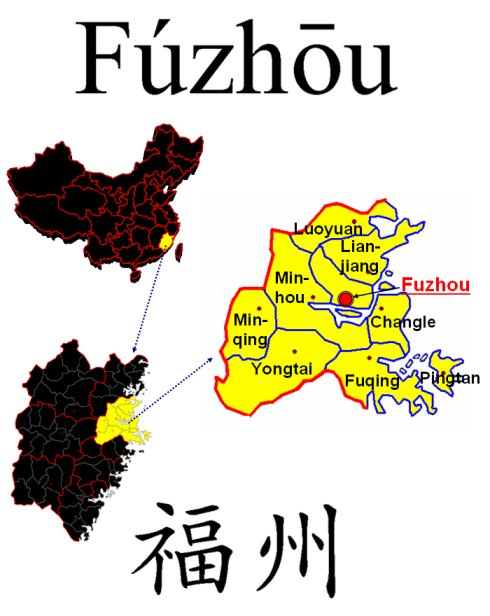
Gliederung der bezirksfreien Stadt Fuzhou

Pingtan (chinesisch 平潭縣 / 平潭县, Pinyin Píngtán xiàn) ist ein Kreis, der zum Verwaltungsgebiet der bezirksfreien Stadt Fuzhou der südostchinesischen Provinz Fujian gehört. Pingtan liegt im Südosten Fuzhous. Der Kreis setzt sich aus 126 großen und kleinen Inseln und fast tausend Riffen zusammen. Die Hauptinsel Haitan (海坛岛) ist die fünftgrößte Insel Chinas. Pingtan hat eine Landfläche von 370,7 km² und eine Wasserfläche von ca. 2.164 km². Die Einwohnerzahl beträgt 386.100 Einwohner (Stand: 2020).

## Administrative Gliederung
Auf Gemeindeebene setzt sich Pingtan aus sieben Großgemeinden und acht Gemeinden zusammen. Diese sind (Einwohnerzahlen 2004):
- Großgemeinde Tancheng (潭城镇), 12,1 km², 46.900 Einwohner, Zentrum, Sitz der Kreisregierung;
- Großgemeinde Su’ao (苏澳镇), 28,6 km², 40.000 Einwohner;
- Großgemeinde Liushui (流水镇), 42,9 km², 50.000 Einwohner;
- Großgemeinde Aoqian (澳前镇), 27,9 km², 42.800 Einwohner;
- Großgemeinde Beicuo (北厝镇), 58,8 km², 38.000 Einwohner;
- Großgemeinde Pingyuan (平原镇), 22,9 km², 26.000 Einwohner;
- Großgemeinde Aodong (敖东镇), 27,6 km², 31.400 Einwohner;
- Gemeinde Baiqing (白青乡), 9,2 km², 20.300 Einwohner;
- Gemeinde Yutou (屿头乡), 15,3 km², 16.000 Einwohner;
- Gemeinde Dalian (大练乡), 14,7 km², 9.000 Einwohner;
- Gemeinde Luyang (芦洋乡), 31 km², 6.800 Einwohner;
- Gemeinde Zhonglou (中楼乡), 25,7 km², 22.500 Einwohner;
- Gemeinde Dongxiang (东庠乡), 5,6 km², 10.000 Einwohner;
- Gemeinde Lancheng (岚城乡), 34,2 km², 23.000 Einwohner;
- Gemeinde Nanhai (南海乡), 15,2 km², 10.100 Einwohner.

## Ethnische Gliederung der Bevölkerung Pingtans (2000)
Beim Zensus im Jahr 2000 wurden 371.922 Einwohner gezählt.
| Name des Volkes | Einwohner | Anteil  |
| --------------- | --------- | ------- |
| Han             | 366.001   | 98,41 % |
| Hui             | 5.604     | 1,51 %  |
| She             | 57        | 0,02 %  |
| Yi              | 40        | 0,01 %  |
| Mongolen        | 34        | 0,01 %  |
| Mandschu        | 30        | 0,01 %  |
| Miao            | 30        | 0,01 %  |
| Sonstige        | 126       | 0,03 %  |